# Baurtregaum
Il monte Baurtregaum (in inglese Baurtregaum; in gaelico irlandese Barr Trí gCom) è una cima irlandese situata nella contea irlandese di Kerry. Con 851 metri d'altezza dal suolo, è la montagna più alta della Slieve Mish e la 17° più alta dell'isola d'Irlanda.
Il Baurtregaum e la Slieve Mish si trovano nell'estromo lato orientale della penisola di Dingle. A ovest del monte si trova il Caherconree (835 m), a nord lo Scragg (657 m) e a est il Glanbrack. Il significato "three hollows" (tre avvallamenti) del nome gaelico deriva probabilmente dalle valli di 
Derrymore, Derryquay e Curraheen che si originano dal monte stesso.